# Wolkersdorf im Weinviertel
Wolkersdorf im Weinviertel islà một thị xã thuộc huyện Mistelbach trong bang Niederösterreich.